# Environnement en Côte d'Ivoire
L'environnement en Côte d'Ivoire est l'ensemble des éléments  biotiques ou abiotiques qui entourent un individu ou une espèce et dont certains contribuent directement à subvenir à ses besoins du pays

## Géographie physique et milieux écologiques
Le climat, généralement chaud et humide, constitue une transition entre le climat équatorial - le long des côtes, et le climat tropical. Il est semi-aride à l'extrême nord. Le pays connaît, en général, des variations importantes de température entre le nord et le sud mais également le long de l’année en fonction des saisons. Les températures oscillent autour de 28 °C en moyenne.
Le pays est traversé par la zone intertropicale de convergence et subit donc l’influence de la mousson pendant la saison humide et de l’harmattan pendant la saison sèche. Il est caractérisé par quatre types de climat et un réseau hydrographique estimé à 127 milliards de m³ irriguant l’ensemble du territoire.

## Faune et flore
Le couvert végétal s’est considérablement modifié au cours des années. Le paysage de base était constitué par les forêts denses, globalement subdivisées en forêts hygrophiles et forêts mésophiles, qui occupaient à l’origine un tiers du territoire au sud et à l’ouest. Il est complété par les forêts claires ou savanes arborées ou boisées, qui s’étendent du Centre au Nord, avec toutefois de nombreux points de forêt dense sèche. De petites mangroves, en outre, existent sur la côte.
Depuis la période coloniale, les surfaces de forêts denses ont connu, par le fait de l’homme (plantations arbustives, exploitations forestières), une importante réduction. Depuis l'indépendance, la superficie couverte par les forêts est passée de 16 millions à 3 millions aujourd'hui, en raison de la déforestation massive au profit de la culture du cacao, dont la Côte d’Ivoire est le premier producteur mondial.
La faune présente une richesse particulière, avec de nombreuses espèces animales (vertébrés, invertébrés, animaux aquatiques et parasites). Parmi les mammifères, l’animal le plus emblématique reste l’éléphant, dont les défenses, constituées d'ivoire, ont jadis été une importante source de revenus. Espèce, autrefois, abondante en forêt comme en savane, l’éléphant a été intensément chassé et braconné. Aussi, ne subsiste-t-il que dans les réserves et parcs, et en quelques points des forêts.
La Côte d'Ivoire abrite aussi les deux espèces d’hippopotames, celle de savane répandue dans toute l'Afrique, et l'espèce pygmée, localisée aux forêts du pays et du Liberia voisin, l’hylochère ou sanglier géant, les antilopes et céphalophes, des buffles, des singes encore nombreux, des rongeurs, des pangolins et des carnivores, parmi lesquels le lion[réf. souhaitée], la panthère et la mangouste.
Les oiseaux, dont plusieurs centaines d’espèces ont été identifiées, embellissent les paysages. On trouve également de nombreux reptiles (serpents, lézards, caméléons...), batraciens et poissons d'eau douce, et d'innombrables espèces d'invertébrés comme des mollusques, insectes (papillons, scarabées, fourmis, termites...), araignées et scorpions, etc. Certains animaux, célèbres dans la zone plus humide du Sud, deviennent, à l’image de quelques sous-espèces du chimpanzé commun, plus rares. Bien d’autres espèces sont en voie de disparition.

## Espaces protégés
Conformément à l’Accord de Paris, la Côte d’Ivoire a soumis ses Contributions Déterminées au niveau National (NDC), avec des objectifs de réduction des émissions de Gaz à Effet de Serre (GES) de 28% à l’horizon 2030.Cependant, la mise en œuvre de ses NDC rencontre plusieurs défis majeurs parmi lesquels une absence de cadre de transparence, ainsi que la nécessité d’explorer toutes les options pour rehausser les efforts de réduction dans les futurs NDC, en impliquant davantage le secteur privé. 

Implantation des zones protégées en 2008.

Abidjan, le 14 octobre 2022 - Le ministre de l’Environnement et du Développement durable, Jean Luc Assi, a révélé que la Côte d’Ivoire entend réduire sa production de carbone à 37 millions de tonnes d’ici à 2030 pour lutter contre le réchauffement climatique.
Il a donné l’information, le 14 octobre 2022 à Abidjan, lors de la remise officielle du document de la Contribution déterminée au niveau national (CDN) aux acteurs du climat dans le cadre de la participation de la Côte d’Ivoire à la COP 27, du 06 au 18 novembre 2022 en Égypte.
Le gouvernement ivoirien a multiplié la création et l’aménagement des aires protégées pour protéger l’environnement, notamment le couvert forestier en nette régression et certaines espèces animales rares ou en voie de disparition. Le ministère ivoirien de l’Environnement, de la salubrité urbaine et du développement durable assure la mise en œuvre de la politique de gestion de l’environnement et des aires protégées. L’Office ivoirien des parcs et réserves (OIPR) gère la faune et la flore protégées du pays. Des plans de réintroduction d’animaux, notamment pour le rhinocéros noir et la girafe qui avaient disparu de certaines zones ont été menés à bien, par exemple dans la nouvelle réserve d’Abokouamékro. Le gouvernement doit aussi y faire face, comme ailleurs, au problème du trafic d’animaux.
En 2008, on dénombre huit parcs nationaux et près de 300 réserves naturelles de plusieurs types dont quinze réserves botaniques. Six zones protégées sont inscrites à la convention de Ramsar, trois le sont au patrimoine mondial et deux sont des réserves de biosphère.
- Le parc national de la Comoé fondé en 1968, couvre 1 150 000 hectares et 500 km de pistes carrossables. Il occupe près du 1/4 de la zone forestière du pays et est l’une des plus grandes aires protégées d’Afrique. Y ont été recensés, notamment, 75 000 cobes de Buffon, 14 000 bubales, 3 000 hippotragues, 6 000 buffles, 1 200 éléphants, 700 hippopotames et environ 250 lions, mais le parc de la Comoé renferme aussi de très nombreuses autres espèces d’antilopes comme le céphalophe, dont six familles différentes ont été identifiées, des singes, des hyènes, des panthères, des mangoustes, d’innombrables oiseaux ;
- Le parc national de Taï (350 000 hectares), prolongé au nord par la réserve de faune du N'Zo (70 000 hectares), est surtout axé sur la préservation de la forêt primaire (forêt vierge). Un embranchement permet d’atteindre, à l’intérieur de celui-ci, le mont Niénokoué qui le domine, ainsi que les derniers géants végétaux ;
- Le parc national de la Marahoué s’étend sur 100 000 hectares[11] ;

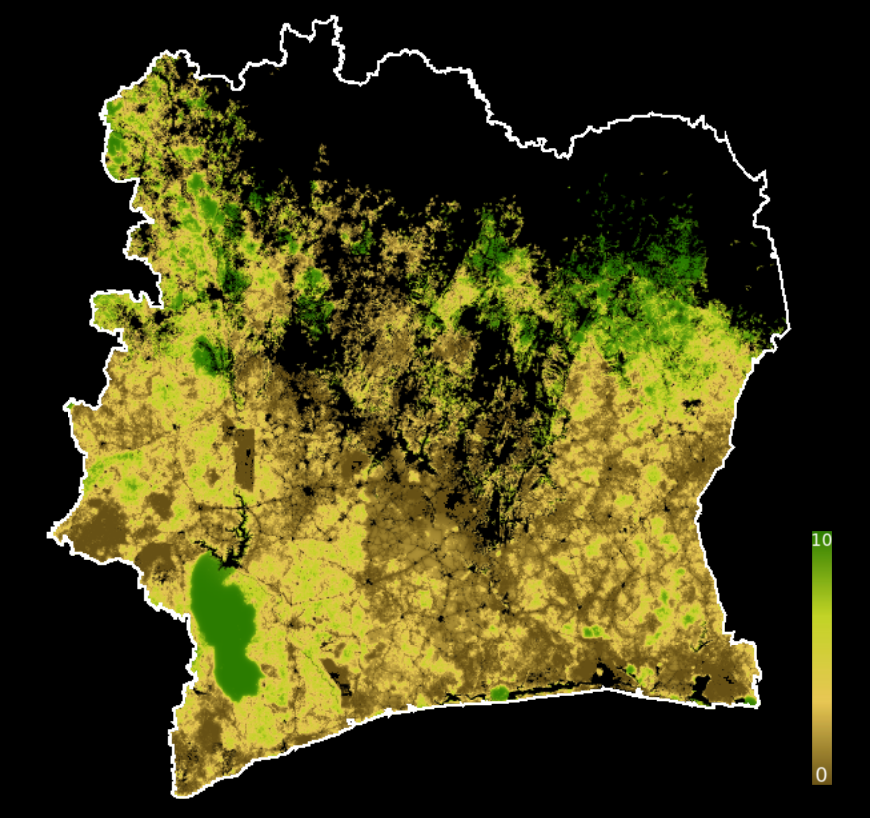
En 2019, La Côte d'Ivoire avait un score moyen de l'indice d'intégrité du paysage forestier de 3,64, le classant sur 172 pays.

- Le parc national du Mont Péko (34 000 hectares) est surtout réputé pour sa végétation : flore de montagne et forêt primaire ;
- Le parc national d'Azagny est situé au bord de l’océan à l’embouchure du Bandama, sur 30 000 hectares essentiellement constitués de savane marécageuse avec des palmiers, où l’on peut apercevoir des troupeaux d’éléphants et de buffles. La réserve de faune du Haut-Bandama (123 000 hectares) couvre une zone de savane et abrite des éléphants, des buffles et antilopes ;
- Le parc national du Mont Sangbé, d’une superficie de 95 000 hectares est entièrement situé en zone montagneuse (14 sommets de plus de 1 000 m dans les monts du Toura) ; il est giboyeux et abrite une flore particulière ;
- Le parc de Kossou, né de la nécessité de reloger les animaux menacés de la noyade par la montée des eaux du barrage de Kossou, s'étend sur 5 000 hectares ;

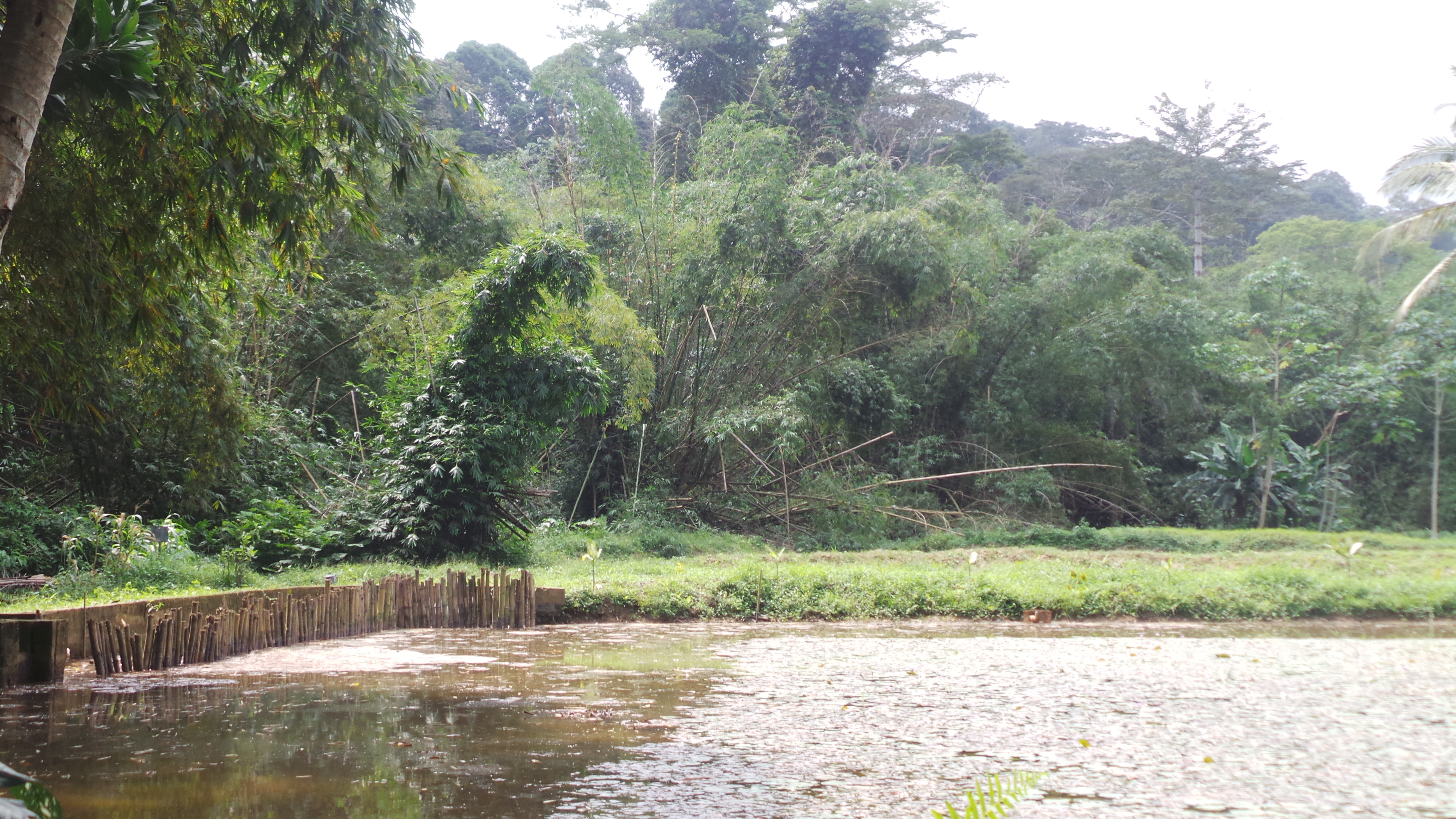
Forêt du Banco

- Forêt du BancoLe parc national du Banco (3 000 hectares), situé aux portes d’Abidjan, est un exemple de forêt primaire avec des acajous, framirés, avodirés, niangons, espèces devenues très rares. La réserve de 3 474 hectares, décrétée forêt protégée en 1929, est notamment menacée par les coupes de bois des habitants et l’explosion démographique[5] ;
- Le parc national des îles Ehotilé, un parc marin créé en 1974 et situé sur la lagune Aby à l’Est d’Abidjan présente un intérêt particulier pour les recherches historiques et archéologiques.

## Activités humaines

### Transports

#### Réseau ferroviaire
Le réseau ferroviaire de la Côte d'Ivoire est constitué d'une seule ligne, la ligne Abidjan-Ouagadougou. La ligne est utilisée à 80% pour le transport de marchandises et est exploitée par Sitarail, une filiale du groupe français Bolloré.

#### Vélo
La forêt du Banco dispose de 80 km de pistes cyclables.

## Pollution

### La gestion des déchets
Un habitant d'Afrique sub-aharienne génère en moyenne 165 kg de déchets par an et par habitants en 2023 (soit nettement moins que dans les pays plus riches).
L'Agence nationale de gestion des déchets, créée en 2017, est l'autorité ivoirienne de régulation de la filière des déchets ; elle est sous tutelle du ministère de l’hydraulique, de l’assainissement et de la salubrité.

## L'exposition aux risques

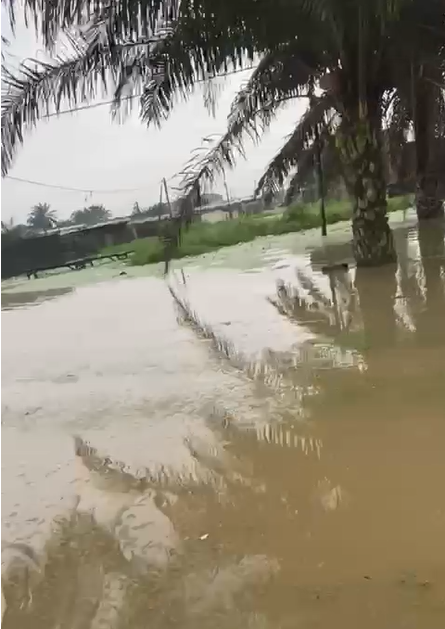
Inondation à Abidjan, 2024

La Côte d'Ivoire est exposée au risque inondation durant la saison des pluies. Les pluies torrentielles suivies d'inondations dévastatrices sont récurrentes dans la plus grande ville ivoirienne où vivent près de six millions d'habitants.
En 2024, huit personnes sont mortes dans des éboulements ou à cause de la montée des eaux après de très fortes pluies jeudi 13 et vendredi 14 juin à Abidjan. En 24 heures, il est tombé 214 mm de pluie dans la commune de Yopougon, et 205 dans celle de Cocody, selon l'agence météorologique ivoirienne Sodexam, soit un quart des précipitations attendues sur l'ensemble des trois mois de la saison des pluies (mai-juin-juillet). Le seuil "normal" défini est de 50 mm en 24 heures.